# Pomnik ku czci Lotników Polskich Poległych w latach 1939–1945 w Warszawie
Pomnik ku czci Lotników Polskich Poległych w latach 1939–1945 – monument znajdujący się na Polu Mokotowskim przy Trasie Łazienkowskiej w Warszawie.
Autorami pomnika są Marek Roger Dziewulski i jego ojciec, mjr pil. w st. spocz. Tadeusz Antoni Dziewulski (były pilot 315. Dywizjonu Dęblińskiego).
Uroczyste odsłonięcie miało miejsce 27 sierpnia 2003 roku. Aktu odsłonięcia dokonał Prezydent RP, Aleksander Kwaśniewski.
Pomnikiem opiekuje się Zarząd Terenów Publicznych. Na czele Komitetu Budowy Pomnika stali gen. bryg. pil. w st. spocz. Edward Hyra (ze strony polskiej) i Tadeusz Dziewulski (ze strony brytyjskiej).